# Oceanisch kampioenschap hockey
Het Oceanisch kampioenschap hockey is het Oceanisch kampioenschap hockey voor landenteams. Het kampioenschap wordt elke twee jaar georganiseerd door de Oceania Hockey Federation (OHF). Het toernooi dient tevens als kwalificatietoernooi voor de Olympische Spelen en het wereldkampioenschap.

## Mannen
| 1999 | Brisbane ( AUS)                   | Australië | beslist over drie wedstrijden | Nieuw-Zeeland | slechts twee teams  | slechts twee teams | slechts twee teams |
| 2001 | Melbourne ( AUS)                  | Australië | beslist over drie wedstrijden | Nieuw-Zeeland | slechts twee teams  | slechts twee teams | slechts twee teams |
| 2003 | Christchurch en Wellington ( NZL) | Australië | beslist over drie wedstrijden | Nieuw-Zeeland | slechts twee teams  | slechts twee teams | slechts twee teams |
| 2005 | Suva ( FIJ)                       | Australië | 5–1                           | Nieuw-Zeeland | Fiji                | slechts drie teams | slechts drie teams |
| 2007 | Buderim ( AUS)                    | Australië | 3–1                           | Nieuw-Zeeland | Papoea-Nieuw-Guinea | slechts drie teams | slechts drie teams |
| 2009 | Invercargill ( NZL)               | Australië | 3–1                           | Nieuw-Zeeland | Samoa               | slechts drie teams | slechts drie teams |
| 2011 | Hobart ( AUS)                     | Australië | beslist over drie wedstrijden | Nieuw-Zeeland | slechts twee teams  | slechts twee teams | slechts twee teams |
| 2013 | Stratford ( NZL)                  | Australië | 5-2                           | Nieuw-Zeeland | Papoea-Nieuw-Guinea | 3-0                | Samoa              |
| 2015 | Stratford ( NZL)                  | Australië | 3-2                           | Nieuw-Zeeland | Fiji                | 11-1               | Samoa              |
| 2017 | Sydney ( AUS)                     | Australië | 6-0                           | Nieuw-Zeeland | Papoea-Nieuw-Guinea | slechts drie teams | slechts drie teams |
| 2019 | Rockhampton ( AUS)                | Australië | beslist over drie wedstrijden | Nieuw-Zeeland | slechts twee teams  | slechts twee teams | slechts twee teams |
| 2023 | Whangarei ( NZL)                  | Australië | beslist over drie wedstrijden | Nieuw-Zeeland | slechts twee teams  | slechts twee teams | slechts twee teams |

## Vrouwen
| 1999 | Dunedin ( NZL) en Sydney ( AUS)                  | Australië                         | beslist over drie wedstrijden | Nieuw-Zeeland | slechts twee teams        | slechts twee teams | slechts twee teams  |
| 2001 | Wellington, Albany (Auckland) en Hamilton ( NZL) | Australië                         | beslist over drie wedstrijden | Nieuw-Zeeland | slechts twee teams        | slechts twee teams | slechts twee teams  |
| 2003 | Melbourne ( AUS), Auckland en Whangarei ( NZL)   | Australië                         | beslist over drie wedstrijden | Nieuw-Zeeland | Slechts twee teams        | Slechts twee teams | Slechts twee teams  |
| 2005 | Auckland ( NZL) en Sydney ( AUS)                 | Australië                         | beslist over drie wedstrijden | Nieuw-Zeeland | slechts twee teams        | slechts twee teams | slechts twee teams  |
| 2007 | Buderim ( AUS)                                   | Nieuw-Zeeland                     | 1–0                           | Australië     | Fiji                      | 6–0                | Papoea-Nieuw-Guinea |
| 2009 | Invercargill ( NZL)                              | Nieuw-Zeeland wint na strafballen | 1–1                           | Australië     | Samoa                     | slechts drie teams | slechts drie teams  |
| 2011 | Hobart ( AUS)                                    | Nieuw-Zeeland                     | beslist over drie wedstrijden | Australië     | Slechts twee teams        | Slechts twee teams | Slechts twee teams  |
| 2013 | Stratford ( NZL)                                 | Australië wint na strafballen     | 2-2                           | Nieuw-Zeeland | Samoa wint na strafballen | 0-0                | Papoea-Nieuw-Guinea |
| 2015 | Stratford ( NZL)                                 | Australië wint na shoot-outs      | 1-1                           | Nieuw-Zeeland | Samoa                     | slechts drie teams | slechts drie teams  |
| 2017 | Sydney ( AUS)                                    | Australië                         | 2-0                           | Nieuw-Zeeland | Papoea-Nieuw-Guinea       | slechts drie teams | slechts drie teams  |
| 2019 | Rockhampton ( AUS)                               | Nieuw-Zeeland                     | beslist over drie wedstrijden | Australië     | slechts twee teams        | slechts twee teams | slechts twee teams  |
| 2023 | Whangarei ( NZL)                                 | Australië                         | beslist over drie wedstrijden | Nieuw-Zeeland | slechts twee teams        | slechts twee teams | slechts twee teams  |

Australië (m, v) & Nieuw-Zeeland (v) 1999 · 
Australië (m) & Nieuw-Zeeland (v) 2001 · 
Australië (m) & Nieuw-Zeeland (m, v) 2003 · 
Suva (m) & Australië (v) & Nieuw-Zeeland (v) 2005 · 
Buderim 2007 · 
Invercargill 2009 · 
Hobart 2011 · 
Stratford 2013 · 
Stratford 2015 · 
Sydney 2017 · 
Rockhampton 2019